# Heathen (David Bowie)
Heathen è il ventiduesimo album del cantautore britannico David Bowie pubblicato nel 2002.

## Storia
L'album ha segnato il ritorno del produttore discografico Tony Visconti, che ha coprodotto svariati tra gli album classici di Bowie. L'ultimo album coprodotto da Visconti era stato Scary Monsters (and super Creeps) del 1980.
Inizialmente Bowie aveva registrato l'album Toy che voleva mettere in commercio nel 2000/2001. In questo album intendeva presentare sia alcune canzoni nuove che il rifacimento di alcune delle sue canzoni meno conosciute degli anni '60. Sebbene Toy sia rimasto inedito fino al 2021, alcune tracce come Afraid e Slip away (originariamente intitolata Uncle Floyd) sono apparse su Heathen. Alcune altre canzoni sono state ri-registrate ed incluse tra le B-Sides di Heathen.
L'album comprende apparizioni quali quella di Pete Townshend, chitarrista dei The Who (che aveva suonato la chitarra in un precedente pezzo di Bowie, Because You're Young dell'album Scary Monsters (and super Creeps), di Dave Grohl, leader dei Foo Fighters, dell'esperto tastierista dei Dream Theater, Jordan Rudess, del pianista Kristeen Young e del bassista Tony Levin dei King Crimson.

## Accoglienza
Heathen è considerato il ritorno di Bowie nel mercato americano, ove ha raggiunto la più alta posizione in classifica (14-sima) fin dai tempi dell'album Tonight del 1984 e ha ricevuto alcune tra le più apprezzate recensioni fin dai tempi dell'album Scary Monsters (and Super Creeps) del 1980. Ha venduto due milioni di copie in tutto il mondo ed è rimasto quattro mesi in classifica in Gran Bretagna, dove è arrivato fino al quinto posto.

## Brani
Molte delle canzoni di Heathen si concentrano sul degrado dell'umanità e del mondo intero, come è testimoniato da Slow burn, Afraid, A better Future e la title track Heathen stessa.
L'album contiene tre rifacimenti: Cactus dei Pixies, I've Been Waiting for You di Neil Young e I took a Trip on a Gemini Spaceship di Norman Carl Odam alias “Legendary Stardust Cowboy”, appellativo da cui Bowie trasse il soprannome "Stardust" nel 1972.
Un remix della canzone Everyone Says 'Hi' è contenuto in Amplitude, gioco di ritmo per PS2.

La canzone Sunday fu suonata dal vivo nei concerti Heathen Tour e A Reality Tour, eseguiti a supporto degli album omonimi, mentre la versione registrata dal vivo al “The Point Theater” di Dublino, in Irlanda nel Novembre 2003 è inclusa nel DVD A Reality Tour.
Un remix di Moby è disponibile nel disco bonus del CD doppio di Heathen, e un remix di Tony Visconti è stato pubblicato nella versione europea del singolo Everyone Says 'Hi' e del singolo I've Been Waiting for You.

Heathen è stato anche pubblicato su supporto Super Audio CD in numero limitato di copie in cui le versioni di cinque delle tracce sono leggermente più lunghe.

## Tracce
- Tutte le tracce, tranne quando diversamente specificato, sono scritte da David Bowie.

1. Sunday – 4:45
2. Cactus (Black Francis) – 2:54
3. Slip Away – 6:05
4. Slow Burn – 4:41
5. Afraid – 3:28
6. I've Been Waiting for You (Neil Young) – 3:00
7. I Would Be Your Slave – 5:14
8. I Took a Trip on a Gemini Spaceship (Norman Carl Odam) – 4:04
9. 5:15 The Angels Have Gone – 5:00
10. Everyone Says 'Hi' – 3:59
11. A Better Future – 4:11
12. Heathen (The Rays) – 4:16

+ Wood Jackson (bonus track della versione giapponese).

### Limited edition bonus disc
1. Sunday (Moby remix) – 5:09
2. A Better Future (remix degli AIR) – 4:56
3. Conversation Piece (Scritto nel 1969, registrato nel 1970, registrato di nuovo nel 2000) – 3:51
4. Panic in Detroit (Scarto da una registrazione del 1979) – 2:57

## Formazione
- David Bowie: voce, tastiera, chitarra acustica, sassofono, cori
- Tony Visconti basso, chitarra elettrica, archi, arrangiamento archi, cori
- Carlos Alomar chitarra elettrica
- David Torn: chitarra elettrica
- Gerry Leonard: chitarra elettrica
- Mark Plati: chitarra elettrica, basso
- Pete Townshend: chitarra elettrica in Slow Burn
- Dave Grohl chitarra elettrica in I've Been Waiting for You
- Matt Chamberlain batteria e percussioni
- Sterling Campbell: batteria e percussioni
- Tony Levin: basso
- Jordan Rudess: pianoforte, tastiera, organo Hammond, Fender Rhodes, sintetizzatore
- Kristeen Young: voce, pianoforte
- Lenny Pickett: sassofono, flauto
- Stan Harrison: sassofono
- Steve Elson: sassofono
- Lisa Germano: violino
- Greg Kitzis: violino
- Meg Okura: violino
- Martha Mooke: viola
- Mary Wooten: violoncello